# Hall & Oates
Hall & Oates foi uma dupla americana de pop rock formada em 1970 na Filadélfia. Daryl Hall era geralmente o vocalista principal; John Oates tocava principalmente guitarra elétrica e fornecia vocal de apoio. Os dois escreviam a maioria das canções que executavam, separadamente ou em colaboração. Eles alcançaram sua maior fama de meados da década de 1970 a meados da década de 1980 com uma fusão de rock and roll e rhythm and blues.
Oficialmente creditados como Daryl Hall & John Oates (Daryl Hall John Oates) em todos os seus lançamentos nos Estados Unidos, a dupla alcançou o Top 40 dos Estados Unidos com 29 de seus 33 singles no Hot 100 da Billboard entre 1974 e 1991. Seis deles alcançaram o primeiro lugar: "Rich Girl" (1977), os três lançamentos de 1981 "Kiss on My List" "Private Eyes" e "I Can't Go For That (No Can Do)" (também um Hot Soul nº 1), "Maneater" (1982) e "Out of Touch" (1984) . Seus 16 Top Dez dos Estados Unidos também incluem "She Gone", "Sara Smile", "You Make My Dreams", "Family Man", "Say It Isn't So" e "Method of Modern Love". Sete de seus álbuns foram certificados pela RIAA como platina e seis deles, ouro. No Reino Unido, eles alcançaram um sucesso relativamente moderado, com dois álbuns Top Ten e seis singles Top 40, dois dos quais - "I Can't Go For That (No Can Do)" e "Maneater" - alcançaram o Top Ten. A dupla passou 120 semanas no Top 75 de álbuns do Reino Unido e 84 semanas no Top 75 de singles do Reino Unido.
Em 2003, Hall & Oates foram incluídos no Songwriters Hall of Fame. Em agosto de 2018, em uma celebração do 60º aniversário do Hot 100 da Billboard, a dupla ficou em 18º lugar na lista dos melhores artistas da Hot 100 de todos os tempos e seis em uma lista das melhores duplas / grupos da Hot 100. Eles continuam sendo a dupla de maior sucesso, à frente dos Carpenters, Everly Brothers e Simon & Garfunkel. Em setembro de 2010, o VH1 colocou a dupla em nº 99 em sua lista dos 100 maiores artistas de todos os tempos. Em abril de 2014, eles foram incluídos no Rock and Roll Hall of Fame, e em 2 de setembro de 2016 eles receberam uma estrela na Calçada da Fama de Hollywood.

## Nome
A dupla nunca gostou de ser chamada de "Hall & Oates". Em uma entrevista à Esquire, Oates disse: "Não existe um álbum que diga Hall e Oates. É sempre Daryl Hall e John Oates, desde o início. As pessoas nunca notam isso. A ideia de 'Hall e Oates', este monstro de duas cabeças, essa coisa, não é nada que já desejamos ou gostamos". Em uma entrevista de 2015, Oates observou que "é um nome horrível" e que "foi uma decisão totalmente consciente" não ser conhecido como "Hall & Oates". "Não queríamos ser os Everly Brothers, ou Loggins & Messina, ou seja o que for".
Em uma entrevista ao The Mercury News, Hall explicou que "a razão pela qual sempre insistimos em nossos nomes completos é porque nos consideramos dois artistas individuais. Não somos realmente uma dupla clássica a esse respeito".
A dupla é creditada como Daryl Hall John Oates sem "e" ou "&" em muitos de seus lançamentos.
Apesar de sua antipatia declarada pelo nome "Hall & Oates", o grupo processou uma empresa de granola sediada no Brooklyn em 2015 por nomear um de seus produtos "Haulin 'Oats", alegando que era uma "marca bem conhecida" do grupo.

## Historia

### 1967-1972: Formação e primeiros anos
Daryl Franklin Hohl (nascido em Pottstown, Pensilvânia, em 11 de outubro de 1946) e John William Oates (nascido na cidade de Nova York em 7 de abril de 1948) se encontraram pela primeira em  Adelphi Ballroom, na Filadélfia, em 1967. Na época em que se conheceram, cada um dirigia seu próprio grupo musical, Hall comThe Temptones e Oates xomThe Masters. Eles estavam lá para uma competição de banda quando disparou entre duas gangues rivais e, na tentativa de escapar, eles correram para o mesmo elevador de serviço. Ao descobrirem que estavam interessados na mesma música e que ambos frequentavam a Temple University da Filadélfia, eles começaram a passar algum tempo juntos regularmente e acabaram dividindo vários apartamentos na cidade. Um dos apartamentos que dividiam tinha "Hall & Oates" na caixa de correio, que se tornou o apelido comum da dupla. Eles levariam mais dois anos para formar uma dupla musical, e três anos depois, eles assinaram com a Atlantic Records e lançaram seu primeiro álbum. Os dois não começaram a trabalhar juntos seriamente até 1970, depois que Oates voltou de uma estada prolongada na Europa.

### 1972-1974: Primeiros álbuns
No início de suas carreiras gravadoras, Hall e Oates tiveram problemas para definir claramente seu som, alternando entre folk, soul, rock e pop. Nenhum de seus primeiros álbuns - Whole Oats, Abandoned Luncheonette e War Babies - tiveram muito sucesso. Apesar de terem sido produzidos por produtores de renome como Arif Mardin e Todd Rundgren, eles não tiveram nenhum sucesso durante esse período, embora Abandoned Luncheonette contivesse "She Gone". Essa canção seria regravada por Lou Rawls e Tavares antes da Atlantic Records relançar a versão Hall e Oates em 1976.  "She Gone" gravada por Tavares, chegou ao primeiro lugar nas paradas de R&B em 1974. Foi escrita originalmente para a primeira esposa de Hall, Bryna Lublin (Hall), e inicialmente inspirado pelo fato de Oates ter se apresentado em um encontro na véspera de Ano Novo. Outro single de Abandoned Luncheonette, "Las Vegas Turnaround", foi escrito sobre (e mencionado pelo primeiro nome) a namorada de Hall, comissária de bordo e futura colaboradora na composição de canções Sara Allen. Apesar do fato de nenhum dos álbuns da Atlantic ter sido um grande sucesso nacional, em Minneapolis – St. Paul, uma série de faixas em Abandoned Luncheonette recebeu airplay significativo na estação FM local KQRS, tornando-se um sucesso local. Este e outros sucessos regionais que o álbum alcançou foram suficientes para colocá-lo nas paradas, alcançando a posição # 33 em 20 de novembro de 1976 e permanecendo nas paradas por 38 semanas.

### 1975–1977: Primeiros hits

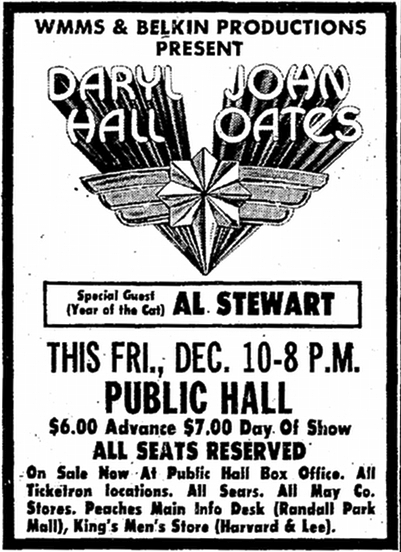
Anúncio impresso da Belkin Productions, Cleveland Public Hall, WMMS Radio no jornal The Plain Dealer em 5 de dezembro de 1976

Hall e Oates deixaram a Atlantic Records após o lançamento de War Babies para ingressar na RCA Records. Seu primeiro álbum para a nova gravadora, Daryl Hall & John Oates (frequentemente referido por seus fãs como o álbum de prata por causa do material de folha de prata na capa do álbum original), foi seu primeiro sucesso legítimo. Continha a balada "Sara Smile", uma canção que Hall escreveu para sua namorada Sara Allen. Também trazia uma capa de álbum em que Hall e Oates são excessivamente maquiados com blush cosmético a ponto de parecerem mulheres, especialmente o Hall de cabelos compridos e barbeado. Hall diria mais tarde em uma entrevista para o Behind the Music di VH1 que ele parecia "a garota com quem eu sempre quis sair" na capa do álbum. Esta capa foi feita por Pierre LaRoche, que criou Ziggy Stardust para David Bowie. "Sara Smile" se tornou seu primeiro hit no Top 10, alcançando a quarta posição na parada Billboard Hot 100 em junho de 1976. "She Gone", relançado pela Atlantic Records depois de "Sara Smile", também foi para o Top 10, alcançando No 7º lugar em outubro de 1976. Hall e Oates seguiram esses sucessos com o álbum mais pop, Bigger Than Both of Us, no final daquele ano. Embora o primeiro single do álbum - a balada soul da Filadélfia "Do What You Want, Be What You Are" - mal chegou ao Top 40, seu segundo single, "Rich Girl", foi um sucesso. A canção foi o primeiro hit de Hall e Oates em primeiro lugar, alcançando o primeiro lugar na semana que terminou em 26 de março de 1977.

### 1977–1980:  Anos mais enxutos e Sacred Songs
Depois dessa pequena série de acessos, Hall e Oates ainda encontravam dificuldade para fazer o rádio tocar. Apesar de fazer turnês constantes e gravar álbuns com eficiência, a dupla não encontrou nenhum sucesso pop por uma série de razões, principalmente por causa da popularidade do gênero disco. Na época em que lançaram os álbuns voltados para o rock Beauty on a Back Street em 1977 e Along the Red Ledge em 1978, a música disco estava na moda e ocupando a maioria dos lugares na música popular. Hall e Oates lançaram X-Static no final de 1979, que combinava rock com dance music. O álbum não foi bem, embora "Wait for Me" tenha chegado ao top 20. Eles lançaram alguns singles de sucesso durante este período: a sequência de "Rich Girl" ("Back Together Again") chegou ao Top 40 , e "It's A Laugh" (de "Along The Red Ledge") atingiu o top 20 em 1978. Em 1977, a RCA tentou empurrar Hall para a frente com seu primeiro trabalho solo Sacred Songs. No entanto, depois de receber a gravação altamente experimental (produzida por Robert Fripp do King Crimson), a RCA não quis lançar o que era, em sua opinião, um álbum não comercial. "Sacred Songs" foi finalmente lançado em 1980.

### 1980–1981:Voices
A década de 1980 trouxe mudanças significativas para Hall e Oates. A dupla sentiu que o maior obstáculo para seu sucesso era que sua música estava sendo filtrada por produtores externos e que os músicos de estúdio não estavam familiarizados com seus próprios gostos e pensamentos. Eles também queriam capturar o som da cidade de Nova York que, àquela altura, havia se tornado seu lar. Como resultado, em vez de gravar em Los Angeles, como haviam feito anteriormente, eles decidiram gravar no Electric Lady Studios em Nova York, a apenas cinco minutos de seus apartamentos, e começaram a produzir suas próprias gravações com a banda em turnê por eles. no estúdio. Eles também recrutaram a namorada de Hall, Sara Allen (e também sua irmã mais nova, Janna) como colaboradoras nas composições, assim como iniciaram um relacionamento de trabalho com Neil Kernon, um engenheiro de Voices que trabalharia como co-produtor em seus dois álbuns posteriores.
O álbum resultante, Voices, foi escrito, produzido e arranjado por Hall e Oates em um mês, de acordo com sua biografia autorizada Dangerous Dances (por Nick Tosches). Os dois primeiros singles do álbum foram bem classificados, com "How Does It Feel to Be Back" alcançando o número 30. O bem recebido cover de "You Lost That Lovin 'Feelin'" dos The Righteous Brothers acabou de perder o Top 10, chegando ao número 12, mas passou 14 semanas no Top 40. Após o lançamento dessa canção, a contribuição de Oates como vocalista principal diminuiu em lançamentos futuros. O terceiro single "Kiss on My List" atingiu o número 1 em abril de 1981 e permaneceu lá por três semanas. O single seguinte "You Make My Dreams" alcançou o número 5 em julho daquele ano.
A outra canção conhecida de Voices é a balada emotiva "Everytime You Go Away", com vocais poderosos de Hall, que a escreveu. O cantor britânico Paul Young teve um hit número 1 na Billboard com um cover da canção em 1985. Embora o original de Hall and Oates (gravado no estilo Memphis-soul) nunca tenha sido lançado como single, continua sendo um favorito dos fãs no melhor da dupla sucessos de álbuns e foi apresentado em seu álbum Apollo Theatre em 1985, e é frequentemente apresentado em seu show ao vivo até hoje.

### 1981–1982:Private Eyes
.Na época em que "You Make My Dreams" estava caindo das paradas, Hall e Oates já haviam lançado seu álbum seguinte, Private Eyes. Tendo trabalhado no estúdio enquanto o Voices estava no auge de popularidade, os dois já haviam gravado a maior parte de seu material e aperfeiçoado uma fusão de suas raízes doo-wop e soul com a energia new wave e o hard rock O resultado foi um clássico pop que costuma ser considerado um dos maiores álbuns dos anos 80 e foi o primeiro álbum de Hall and Oates a alcançar o Top 10 na parada de álbuns da Billboard 200, enquanto quatro singles de Private Eyes alcançaram o Top 40.
A faixa-título e "I Can't Go For That (No Can Do)" foram sucessos quase consecutivos em número 1, separados apenas pela permanência de dez semanas no número 1 pelo hit monstro "Physical" de Olivia Newton-John. "I Can't Go For That (No Can Do)" foi uma das poucas canções já gravadas por um ato branco a alcançar o número um nas paradas de R&B e pop. "Did It in a Minute" alcançou a 9ª posição na primavera de 1982, e "Your Imagination" alcançou a 33ª posição. Este álbum já é considerado um dos melhores da dupla, misturando soul, new wave e power pop.

### 1982–1983:H2O
Seu próximo álbum, H2O, um esforço muito polido e com muitos sintetizadores, se tornou o álbum de maior sucesso da dupla, com vendas nos Estados Unidos chegando a quase quatro milhões de cópias. H2O alcançou a posição # 3 na parada de álbuns da Billboard (onde se manteve por 15 semanas) e gerou três singles no Top 10. "Maneater", o maior sucesso de sua carreira, alcançou o número 1 em 18 de dezembro de 1982 e lá permaneceu por quatro semanas.
A balada comovente "One on One" e um cover de "Family Man" de Mike Oldfield alcançaram os números 7 e 6 em março e junho de 1983, respectivamente.
| “ | Nós tentamos e nos arriscamos. Nosso novo single "Maneater" não é algo que soe como qualquer outra coisa no rádio. A ideia é tornar as coisas melhores. Daryl Hall - NME - November 1982 | ” |

De acordo com Oates, eles gravaram cerca de 20 canções para o álbum, das quais 9 não chegaram ao corte final. Ele continuou dizendo que geralmente teriam 5 ou 6 faixas restantes por álbum.
"One On One", com suas referências inteligentes e metafóricas ao romance e ao basquete, foi usado nos comerciais da NBA da época. O comercial apresentou vários músicos, incluindo o o jogador James Worthy realizando um lay-up em câmera lenta de 360 graus durante o solo de saxofone.
Para o álbum H2O, Hall e Oates fizeram algumas mudanças permanentes em sua banda atual. O baterista Mickey Curry, que apareceu em algumas faixas de Private Eyes, incluindo a canção-título, substituiu Jerry Marotta em tempo integral. O baixista Tom "T-Bone" Wolk, que havia imitado a linha de baixo de John Siegler no vídeo "Private Eyes", substituiu Siegler em tempo integral. Esses dois se juntaram aos remanescentes da banda - o guitarrista principal G.E. Smith e o saxofonista Charlie "Mr. Casual" DeChant. De Chant e Wolk continuaram a se apresentar com a dupla até a morte de Wolk no início de 2010, enquanto Curry retornava para as sessões de Do It for Love.

### 1983–1984:Rock 'n Soul Part 1
No outono de 1983, Hall e Oates eram uma das maiores bandas de música pop dos Estados Unidos. Eles tiveram cinco singles número 1 em seus créditos, dois álbuns consecutivos no Top 10 e foram um dos maiores nomes da MTV. Duas versões de "Jingle Bell Rock", clássico de Bobby Helms de 1957, foram gravadas - uma com Hall nos vocais principais e outra com Oates nos vocais principais - e lançadas a tempo para o Natal de 1983, com um vídeo humorístico da banda, que recebeu ampla exibição na MTV. Em 1983, eles lançaram seu primeiro álbum de grandes sucessos, intitulado Rock 'n Soul Part 1. O álbum alcançou a 7ª posição, e as duas novas canções que foram escritas e gravadas para aquele LP também se tornaram os 10 maiores sucessos.
O primeiro single lançado desse álbum, "Say It Isn't So", lutou seis semanas pelo primeiro lugar com Paul McCartney e Michael Jackson "Say Say Say" no auge da Thriller mania. "Say It Isn't So" permaneceu no número 2 por quatro semanas impressionantes de dezembro de 1983 a janeiro de 1984.
O single subsequente de Hall e Oates, "Educação de Adultos", recebeu muita repercussão nas rádios pop e negra (contemporânea urbana) e alcançou o número 8 na Billboard Hot 100 em abril de 1984. Foi acompanhado por um sombrio vídeo musical orientado ambientado em uma caverna. Oates disse mais tarde à VH1 que o clipe se parecia com o programa de TV Survivor com ácido.

### 1984–1985:Big Bam Boom
Hall e Oates voltaram ao estúdio em 1984, após um período de descanso para começar a trabalhar no álbum Big Bam Boom. Este álbum tinha ainda mais um toque eletrônico e urbano do que H2O, combinando sua estrutura musical e vocalização com os mais recentes avanços técnicos em gravação e execução. O álbum empregou alguns dos equipamentos mais sofisticados já usados na indústria fonográfica na época (mais notavelmente o Synclavier II, uma das primeiras estações de trabalho de sintetizador computadorizado, bem como o Fairlight CMI). O famoso remix e ícone do hip-hop Arthur Baker trabalhou em estreita colaboração com a dupla como consultor e produziu remixes dançantes de quatro dos singles do álbum.
A canção inicial "Dance on Your Knees" (escrita por Hall e Baker) é basicamente uma homenagem à canção "White Lines (Don't Don't Do It)" de Grandmaster Flash and the Furious Five. Lançado no final de 1984, o primeiro single do LP, "Out of Touch", tornou-se o sexto hit número 1 do grupo em 8 de dezembro de 1984. "Method of Modern Love", que estreou nas paradas pop enquanto "Out of Touch" estava no número 1, alcançou o número 5 em fevereiro de 1985. "Some Things Are Better Left Unsaid" alcançou o número 18, e "Possession Obsession" (uma canção na qual Oates canta a liderança) alcançou o número 30 em 1985 também. A turnê "Live Thru '85" do grupo para promover o álbum começou em novembro de 1984, patrocinada pelo mais recente carro esportivo da Pontiac, o Fiero. Além disso, a Pontiac permitiu que Oates, um habilidoso piloto amador, dirigisse o carro de corrida IMSA GTU de fábrica da Pontiac em corridas Camel GT pro. Em abril de 1984, a Recording Industry Association of America nomeou Hall & Oates a dupla de maior sucesso da história do rock.

### 1985–1988:Live at the Apollo/Outro projetos
Hall e Oates quase sempre viajaram extensivamente para cada lançamento de álbum. Mas em 1985, a dupla fez uma pausa após o lançamento de seu álbum Live at the Apollo com David Ruffin e Eddie Kendricks - vozes de The Temptations e dois de seus heróis. Esta foi a segunda tentativa da RCA de um álbum ao vivo de Hall and Oates, após o lançamento de Livetime em 1978. Live at the Apollo foi lançado principalmente para cumprir o contrato da dupla com a RCA, e continha um hit Top 20 indicado ao Grammy com um medley de The Way You Do the Things You Do" e "My Girl"; Ruffin e Kendrick gravaram originalmente ambas as canções com os Temptations em 1964.
Hall e Oates colaboraram no projeto USA for Africa ."We Are the World", com o primeiro como solista e o segundo como coro, e se apresentaram no show Live Aid na Filadélfia, com Ruffin e Kendrick. A banda Hall e Oates também apoiou a performance de Mick Jagger neste show.
Hall, Oates, Ruffin e Kendrick se apresentaram novamente no MTV Video Music Awards em Nova York no final daquele ano, com uma tenda no estilo Apollo Theatre caindo no palco durante sua apresentação.
Em maio de 1985, Hall e Oates se apresentaram no Auditório Municipal de Nashville. Pouco antes do Live Aid, em 4 de julho, eles participaram do Liberty Concert, um concerto beneficente ao ar livre no Liberty State Park em Jersey City, New Jersey, para a restauração da Estátua da Liberdade. Tornou-se um grande evento musical, atraindo uma multidão estimada de mais de 60.000 pessoas.
Em 1986, Hall alcançou o Top 5 dos Estados Unidos com "Dreamtime", de seu álbum solo Three Hearts in the Happy Ending Machine. Esse álbum também incluiu o hit Top 40 "Foolish Pride" e o hit Top 100 "Somebody Like You", mais tarde apresentado pela dupla ao vivo em seu set "Behind the Music". Embora Oates não tenha feito um solo de sucesso como cantor, ele contribuiu com uma faixa solo para o filme About Last Night e co-escreveu (com Iva Davies) e executou backing vocals no hit de 1987 do Icehouse, "Electric Blue". Oates também trabalhou como produtor, co-compositor e co-vocalista do single "Love Is Fire" do The Parachute Club, que alcançou o top 40 no Canadá em 1987.

### 1988–1990: Anos na The Arista
Hall e Oates assinaram com a Arista Records, sua terceira gravadora, em 1987, pouco antes do fim da série de sucessos Top 10, no esforço de Tommy Mottola para mantê-los sob contrato quando sua obrigação com a RCA acabasse. Seu primeiro álbum para a gravadora, Ooh Yeah !, incluiu os sucessos "Everything Your Heart Desires" (número 3 em maio de 1988 - o último a entrar no Top 10), "Oportunidade Perdida" e "Downtown Life". Começando com Ooh Yeah !, os lançamentos de álbum e single foram creditados como Daryl Hall John Oates, com o '&' ou 'and' faltando entre os nomes da dupla. Foi o último álbum de Hall and Oates, além dos pacotes de grandes sucessos, a obter sucesso de platina. Eles gravaram mais um álbum para a Arista chamado Change of Season. O primeiro single do álbum "So Close" (co-produzido por Jon Bon Jovi) alcançou a 11ª posição e foi o último grande sucesso de Hall & Oates. Outra canção do álbum, "Don't Hold Back Your Love", foi nomeada pela SOCAN como a segunda música mais tocada no Canadá em 1992; tornou-se um sucesso para o frontman australiano do Sherbet, Daryl Braithwaite, em seus anos solo, e era executado em concertos da dupla. Change of Season foi um álbum de rock mais mainstream do que seus trabalhos anteriores. Apesar do fato de que Ooh Yeah! e Change of Season alcançaram o status de platina e ouro respectivamente, eles foram percebidos como decepções. Em 1989, eles fizeram um cover e fizeram sua própria versão da música Love Train de O'Jays para o filme Earth Girls Are Easy.

### 1991–2006
A colaboradora ocasional da dupla, Janna Allen, morreu de leucemia em 1993. Hall e Oates lançaram o álbum Marigold Sky em 1997 (seu primeiro álbum de estúdio totalmente novo em sete anos), que incluía um hit adulto contemporâneo "Promise Ain't Enough " Eles também lançaram um pacote de Greatest Hits "VH1 Behind the Music" logo depois de aparecer no programa em 2002. Ao mesmo tempo, Daryl e Sara, colaboradores profissionais / pessoais, romperam seu relacionamento romântico após cerca de três décadas. A amizade deles ainda é aparentemente forte; ele notou a ajuda dela em sua recuperação após a doença de Lyme em 2005. Hall e Oates lançaram o álbum Do It for Love em 2003, cuja faixa-título foi um hit adulto contemporâneo. Eles também lançaram o Hall & Oates Live DVD de um especial A&E Live by Request. Este álbum foi o primeiro lançamento (e primeiro sucesso) para sua mais nova joint venture U-Watch Records. Hall também lançou os álbuns solo Soul Alone (1993) e Can't Stop Dreaming (originalmente lançado no Japão em 1996), e um álbum solo de dois discos ao vivo intitulado Live in Philadelphia (2004).
Hall e Oates fizeram um cover de "Philadelphia Freedom" de Elton John no álbum de tributo a John / Taupin "Two Rooms", dizendo no livreto: "Escolhemos 'Philadelphia Freedom' porque a canção é tão importante para nossos corações, e as letras representam o como nos sentimos em relação à Filadélfia. " Oates lançou seu próprio álbum solo em 2002 intitulado Phunk Shui e um DVD de concerto ao vivo que o acompanha. Hall e Oates também lançaram seu primeiro CD de (principalmente) covers, Our Kind of Soul, em 2004. Inclui algumas de suas canções de R&B favoritas, como "I'll Be Around" (sua primeira entrada no Hot 100 em mais de uma década ), "Love TKO" e "I Can Dream About You" de Dan Hartman, entre outros. Hall e Oates ainda estão no circuito de turnês, viajando quase tanto quanto viajavam nos anos anteriores. Além disso, um DVD com apresentações ao vivo das canções de Our Kind of Soul foi lançado em novembro de 2005.
Hall e Oates lançaram um álbum de Natal, Home for Christmas, em 3 de outubro de 2006, que continha dois originais e covers de Natal, incluindo uma versão de "It Came Upon a Midnight Clear", que se tornou seu segundo sucesso Adulto Contemporâneo número um.

### 2007–2013: Projetos solos e hiato
Em setembro de 2007, representantes da banda Chromeo, de Montreal, declararam em um comunicado à imprensa: "Na verdade, os ídolos de Chromeo, Hall e Oates pediram a eles que colaborassem com eles em seu próximo álbum! Nem é preciso dizer que os cavalheiros ficam tontos como crianças em idade escolar. esta oportunidade ", conforme relatado pela Pitchfork Media. Esperava-se que esta colaboração com o Chromeo fosse lançada no final de 2008 / início de 2009, e foi lançada como Live from Daryl's House. Em 20 de maio de 2008, Hall e Oates foram homenageados como ícones da BMI no 56º prêmio anual BMI Pop. Em 2008, suas composições coletaram 24 prêmios BMI Pop e 14 prêmios BMI Million-Air.
Houve duas aparições notáveis na televisão nacional para a dupla no final de 2008. Em 27 de outubro, Oates cantou o Hino Nacional antes do Jogo 5 da Série Mundial de 2008 no Citizens Bank Park na Filadélfia (Hall adoeceu e o jogo foi cancelado. de chuva após o início da 6ª entrada, mas recomeçou em 29 de outubro, e os Phillies venceram, conquistando seu primeiro Campeonato Mundial da Série em 28 anos). (Embora tenha nascido em Nova York, Oates foi criado em um subúrbio da Filadélfia e frequentou a Temple University.) Então, em 11 de dezembro, Hall e Oates apareceram no último episódio do ano do The Daily Show com Jon Stewart. Eles cantaram uma homenagem satírica a Alan Colmes, quando ele deixaria o programa Hannity and Colmes na Fox News um mês depois. Em 24 de março de 2009, Hall e Oates se apresentaram juntos no programa de televisão americano Dancing with the Stars. Durante 2009, a dupla gravou uma participação especial para o filme You Again, executando "Kiss On My List" para a cena final e créditos finais.
Em 22 e 23 de maio de 2008, eles se apresentaram no Troubadour, 35 anos depois de se apresentarem como um ato de abertura. Eles tocaram muitas seleções populares, incluindo "Cab Driver" do álbum solo de Hall, bem como várias canções do álbum Abandoned Luncheonette, incluindo "Had I Known You Better Then", que nunca havia sido tocada ao vivo antes. A apresentação foi gravada como um filme de concerto e posteriormente lançada nos Estados Unidos como um CD duplo com DVD / Blu-ray Combo em 25 de novembro de 2008. Em 2009, as apresentações ao vivo de "Sara Smile" deste álbum foram nomeadas para um Grammy Prêmio de Melhor Performance Pop por Duo ou Grupo com Vocais, incríveis 33 anos após o lançamento da música original. Sobre a indicação, Daryl considerou uma verdadeira surpresa. This made it the third time that the band was nominated for a Grammy Award; the other two times were in 1981 for "Private Eyes" and 1983 for "Maneater".
Em 13 de outubro de 2009, uma caixa de 4 CDs foi lançada, intitulada Do What You Want, Be What You Are: The Music of Daryl Hall and John Oates. Este conjunto representa a coleção de sucessos mais abrangente da dupla, pois inclui músicas de várias gravadoras. Também estão incluídas três canções gravadas por Hall e Oates com suas bandas anteriores antes de sua formação Hall e Oates como um duo. O box vendeu 5.000 cópias na primeira hora e, no total, vendeu 15.000 cópias, de acordo com a Nielsen SoundScan, chegando à 89ª posição na Billboard 200 em 23 de outubro de 2009. Em um dos últimos shows no Wachovia Spectrum, Hall e Oates e os músicos da região da Filadélfia The Hooters e Todd Rundgren foram a atração principal de um show intitulado "Last Call". Em 2010, Hall e Oates embarcaram em sua turnê "Faça o que você quiser, seja o que você é" nos Estados Unidos. Eles apareceram no final da temporada do American Idol em 26 de maio de 2010 apresentando "You Make My Dreams". Também em 2010, Hall e Oates anunciaram que se uniriam a um crescente boicote de artistas do estado do Arizona por causa das leis anti-imigrantes recentemente aprovadas pelo estado.
Em 8 de maio de 2012, os dois se apresentaram no concurso de canto real da NBC, The Voice.

### 2013 – presente: Introdução no Hall da Fama e turnê

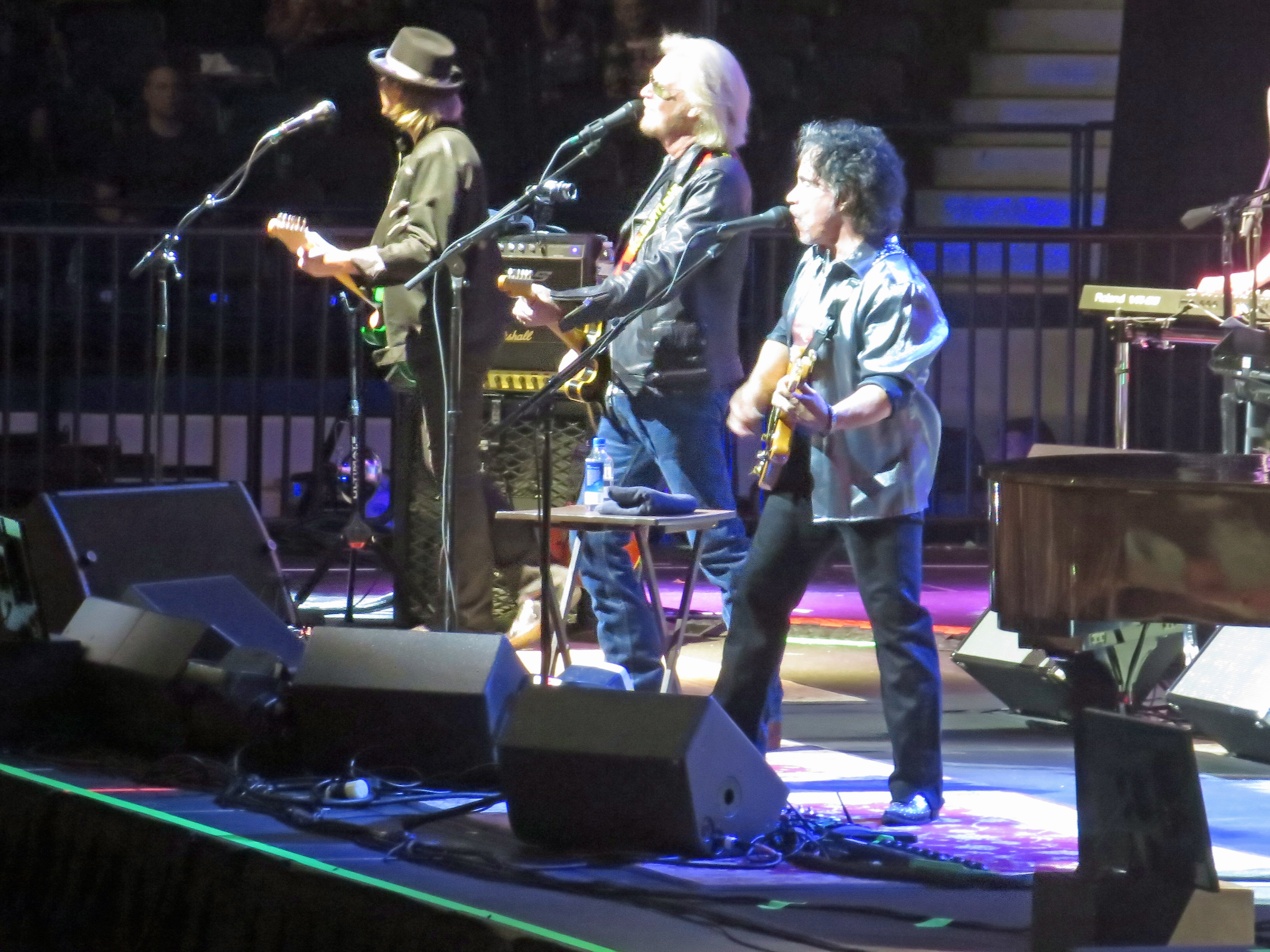
Hall e Oates se apresentam ao vivo em 2017 na Allstate Arena

Em 16 de outubro de 2013, Hall e Oates foram anunciados como nomeados de 2014 para o Rock and Roll Hall of Fame. Eles foram anunciados como indicados para a classe do Rock and Roll Hall of Fame de 2014 em 16 de dezembro de 2013.
Hall começou sua série mensal na web Live From Daryl's House em 2007 depois de ter a ideia de "brincar com os meus amigos e colocar na Internet". A série apresenta ele tocando com vários músicos convidados em sua casa na floresta. Os artistas convidados do programa percorreram uma gama de estilos e influências musicais, incluindo Smokey Robinson, Robby Krieger do The Doors, Rumer, Nick Lowe, CeeLo Green, KT Tunstall, Todd Rundgren, Darius Rucker e Chromeo. Em 2010, Live From Daryl's House ganhou um prêmio Webby na categoria Variety.
Em maio de 2014, o programa de renovação da casa de Hall, Daryl's Restoration Over-Hall, estreou no DIY Network. Em 15 de julho de 2014, Hall e Oates se apresentaram na Irlanda como um duo pela primeira vez (cada um deles atuou de forma independente antes) no Olympia Theatre, em Dublin. O evento foi gravado, empacotado como um conjunto de dois CDs / DVD e lançado como Live In Dublin na Alemanha em 27 de março de 2015 e nos Estados Unidos em 30 de março de 2015. Hall e Oates indicaram que o show gravado também seria lançado nos cinemas de todo o país por apenas um dia.
A dupla fez uma participação especial no filme Pixels da Happy Madison de 2015. Em 2 de setembro de 2016, Hall e Oates receberam uma estrela na Calçada da Fama de Hollywood por seu trabalho na indústria da música, localizado na 6752 Hollywood Boulevard.
Em março de 2017, foi anunciado que eles estariam em turnê pelos Estados Unidos de maio até o final de julho de 2017. A turnê em uma arena de 29 datas foi em parceria com Tears for Fears. Hall & Oates foi a atração principal do BluesFest 2017 na arena O2 de Londres em 28 de outubro de 2017, com o apoio de Chris Isaak. Eles fizeram um concerto em Dublin na noite seguinte.
Entre maio e junho de 2019 fizeram sua primeira turnê pela América Latina, visitando Argentina, Chile e Brasil. Em Santiago do Chile, Hall disse "Aqui estamos, finalmente! Mas mais vale tarde do que nunca". Mais tarde, eles se apresentaram pela primeira vez na Espanha.
Em janeiro de 2020, Hall disse que estava trabalhando em músicas para o próximo álbum da dupla. No entanto, numa entrevista de 2021, Hall disse que embora o progresso inicialmente não tenha sido afetado pela pandemia da COVID-19, o trabalho acabou paralisado porque não queria divulgar nada que se tornasse "irrelevante". No momento da entrevista, ele não tinha certeza sobre a perspectiva de um novo álbum, afirmando que "as coisas mudaram". Quando questionado pelo Los Angeles Times sobre a possibilidade de um novo álbum em uma entrevista em março de 2022, Hall ainda estava incerto, simplesmente afirmando que "o tempo dirá".
Em 17 de abril de 2023, o tecladista de longa data Eliot Lewis foi às redes sociais para anunciar que deixaria a banda Hall & Oates, a banda solo de Daryl Hall e a banda Live From Daryl's House para "se concentrar em [sua] própria música".
Em maio de 2023, Greg Mayo (filho do ex-tecladista de Hall and Oates Bob Mayo) começou a se apresentar com a banda Hall & Oates.
Hall & Oates foram introduzidos na classe National Rhythm & Blues Hall of Fame de 2023.
Em novembro de 2023, Hall entrou com uma ação judicial contra Oates e seu trust devido a disputas contratuais e financeiras; os detalhes do caso foram inicialmente confidenciais Hall também emitiu uma ordem de restrição contra Oates após as acusações. Na semana seguinte, Hall apresentou uma declaração acusando Oates de "a traição definitiva da parceria" por planejar vender sua parte nas publicações da dupla para a Primary Wave Music. Oates respondeu que as declarações de Hall eram "inflamatórias, estranhas e imprecisas".

## Composição
Em uma entrevista em uma edição de 1983 da Juke Magazine, Oates foi questionado sobre se os conflitos surgiram. Ele respondeu que "nós temos nossas diferenças criativas, mas nós as reconciliamos". Ele disse que se os dois descobrissem uma maneira diferente de fazer algo, eles tentariam das duas maneiras e o que soasse melhor dos dois que usariam.

## Membros

### Dupla
- Daryl Hall - vocais, guitarras, teclados, bandolim, vibrafone
- John Oates – guitarras, vocais, teclados

### Músicos de apoio
- Charles DeChant – saxofone, flauta, percussão, teclados, vocais de apoio
- Brian Dunne – bateria, percussão
- Eliot Lewis – teclados, backing vocals
- Klyde Jones – baixo, backing vocals
- Porter Carroll – percussão, backing vocals
- Shane Theriot – guitarras, backing vocals
- Tom "T-Bone" Wolk – baixo, guitar, backing vocals
- Leland Sklar – baixo
- Bob Mayo – teclados, guitarras, backing vocals
- G. E. Smith – guitarras, backing vocals (1979-85)
- Mickey Curry – bateria
- Jeff Catania – guitarras
- John Korba – teclados, guitar, backing vocals
- Willie Wilcox – bateria
- John Siegler – baixo
- Mike Braun – bateria
- Jerry Marotta – bateria
- Caleb Quaye – guitarras
- Kasim Sulton – baixo, teclados, backing vocals
- Kenny Passarelli – baixo
- Keith Merritt – percussão
- Robbie Michael – keytar
- Danny Luna – guitar
- Mike Klvana – teclados
- Roger Pope – bateria
- David Kent – teclados
- Todd Sharp – guitarras
- Stephen Dees – baixo
- Eddie Zyne – bateria
- Tony Beard – bateria
- Paul Pesco – guitarra
- Zev Katz – baixo
- Jeff Porcaro – bateria
- Everett Bradley – percussão, backing vocals
- Jim Gordon – bateria
- Brad Fiedel – teclados[55]

## Discografia
- Whole Oats (1972)
- Abandoned Luncheonette (1973)
- War Babies (1974)
- Daryl Hall & John Oates (1975)
- Bigger Than Both of Us (1976)
- Beauty on a Back Street (1977)
- Along the Red Ledge (1978)
- X-Static (1979)
- Voices (1980)
- Private Eyes (1981)
- H2O (1982)
- Big Bam Boom (1984)
- Ooh Yeah! (1988)
- Change of Season (1990)
- Marigold Sky (1997)
- Do It for Love (2003)
- Our Kind of Soul (2004)
- Home for Christmas (2006)